# Смей
Смей (рум. Smei) — село у повіті Арджеш в Румунії. Адміністративно підпорядковане місту Костешть.
Село розташоване на відстані 104 км на захід від Бухареста, 14 км на південь від Пітешть, 93 км на північний схід від Крайови, 119 км на південний захід від Брашова.

## Населення
За даними перепису населення 2002 року у селі проживали 170 осіб, усі — румуни. Усі жителі села рідною мовою назвали румунську.